# Santiago Lazcano Labaca
Santiago Lazcano Labaca (Errezil, 8 de març de 1947 - Sant Sebastià, 3 de febrer de 1985) va ser un ciclista basc, professional entre el 1969 i el 1976.
Destaquen les seves participacions en el Giro d'Itàlia on, a banda d'aconseguir una victòria d'etapa en l'edició de 1974, finalitzà dues vegades entre els 10 primers de la classificació general.
En retirar-se del ciclisme va continuar vinculat a aquest esport, com a comentarista esportiu de Radio Euskadi i Euskal Telebista. Va morir d'un accident de moto el febrer de 1985.

## Palmarès
- 1969
  - 1r a la Volta a Cantàbria i vencedor d'una etapa
  - 1r a la Vuelta a los Valles Mineros i vencedor d'una etapa
- 1971
  - 1r al Gran Premi Caboalles
  - 1r al Campionat d'Espanya per Regions (amb Guipuscoa)
  - 1r del Gran Premi de la Muntanya de la Volta a Catalunya
- 1972
  - 1r al Gran Premi Pascuas
  - 1r al Campionat d'Espanya per Regions (amb Guipuscoa)
  - Vencedor d'una etapa de la Volta a Catalunya
  - Vencedor d'una etapa de la Volta a Llevant
  - Vencedor d'una etapa del Trofeo Antonio Blanco (Leganés)
- 1973
  -  Campió d'Espanya de Muntanya
  - 1r a la Pujada a Arrate
  - 1r al Gran Premi de Villafranca de Ordizia
  - 1r a Oiartzun
- 1974
  - 1r al Campionat d'Espanya per Regions (amb Guipuscoa)
  - Vencedor d'una etapa del Giro d'Itàlia
  - 1r del Gran Premi de la Muntanya de la Volta a La Rioja
- 1975
  - Vencedor d'una etapa de la Midi Libre
- 1976
  - 1r a la Volta a Astúries

### Resultats al Tour de França
- 1969. 41è de la classificació general
- 1973. 29è de la classificació general
- 1975. Abandona (16a etapa)
- 1976. 68è de la classificació general

### Resultats a la Volta a Espanya
- 1969. 40è de la classificació general
- 1972. 19è de la classificació general
- 1974. 20è de la classificació general
- 1975. 23è de la classificació general
- 1976. 22è de la classificació general

### Resultats al Giro d'Itàlia
- 1971. Abandona
- 1972. 10è de la classificació general
- 1973. 5è de la classificació general
- 1974. 16è de la classificació general. Vencedor d'una etapa